# Râul Valea Cuciului
Râul Valea Cuciului este un curs de apă, afluent al râului Valea Cohului. 

## Hărți
- Harta Munților Vlădeasa